# Сквер мислителів
Сквер мислителів — сквер, присвячений дружнім відносинам між Україною, Казахстаном та Азербайджаном. Розташований у Харкові, Україна.

## Відкриття
У травні 2021 року ухвалено рішення про встановлення пам'ятника на одній із центральних площ міста.
Сквер відкрито 23 жовтня 2021 року на вулиці Полтавський Шлях, 22.

## Скульптура
У центрі скульптури стоїть пам'ятник Абаю Кунанбаєву, а з обох боків пам'ятники українському поетові Григорію Сковороді та азербайджанському філософу Мірзі Фаталі Ахундову. Сквер внесено до Книги рекордів України в номінації в категорії "Мистецтво, вперше"  завдяки унікальній скульптурі. Скульптурна композиція встановлена на фонтані та здійснює повний оберт за 3 хвилини. Використовується технологія доповненої реальності. Автор скульптурної композиції - Сейфаддін Гурбанов.